# 英國在歐洲青少年歌唱大賽之歷年表現
英國在歐洲青少年歌唱大賽的參賽歷史始於在丹麥哥本哈根舉辦的2003年首屆歐洲青少年歌唱大賽，到 2023年最近一次參賽為止已參加了5次大賽。同為歐洲廣播聯盟（EBU）正式會員以及英國獨立廣播（UKIB）成員的独立电视网（ITV）負責該國的選拔與參賽事宜。英國使用自己的國家選拔賽《Junior Eurovision Song Contest: The British Final》挑選參賽人選。第一位為英國出賽的代表湯姆·莫利（Tom Morley）和他的歌曲〈我的世界之歌〉（My Song for the World）在16國的選手中以收穫118分取得了季軍的好成績。英國於2005年之後退出大賽，但決定在2022年重返大賽，並由英國廣播公司（BBC）取代ITV來處理選拔與參賽事宜。

## 歷史
英國是16個參加在丹麥哥本哈根会展中心舉辦的2003年首屆歐洲青少年歌唱大賽的國家之一，英國參賽代表湯姆·莫利和他的歌曲〈我的世界之歌〉以118分排名季軍。莫利與2004年柯莉·史佩丁（Cory Spedding）的歌曲主題都是呼籲世界和平，而2005年瓊妮·富勒的歌曲主題則是在闡述自己的感覺。史佩丁拿到了亞軍而富勒則排行第14名。
2003年，大賽是在ITV旗下的獨立電視台主頻道（ITV1）上進行實時轉播的，但由於當年的收視率不佳，廣播公司決定將其和國家選拔賽全部移到ITV2數位頻道上轉播，ITV1上則延後播出剪輯過的大賽精彩片段，這種模式持續到英國2006年退出大賽為止。首屆比賽在ITV1上的現場轉播平均有500萬觀眾觀看、2004年ITV1上的延後播出有190萬人收看（有22萬1千人收看了ITV2的現場轉播）、2005年ITV1上的延後播出有70萬人收看（與2004年相比下降了63.16%），ITV2的現場轉播則有17萬1千人收看（與2004年相比下降了22.62%）。
2004年的大賽本來應該要由ITV的卡爾頓電視組織並在曼彻斯特舉辦的。2003年5月時大賽官方就已確認英國會參賽並主辦下一屆大賽，然而ITV在2004年5月因財務和日程安排問題而取消主辦。2004年8月，據透露，本應與卡爾頓電視聯合籌辦大賽的格拉納達電視決定退出，聲稱分配的150萬歐元預算太少。EBU接著又提供了90萬歐元的資金來籌辦大賽，但ITV表示大賽將花費他們近250萬歐元的費用，並要求EBU另尋主辦廣播公司。造成這一決定的另一可能因素也包括了去年首屆大賽在ITV上的收視率低於預期。

### 回歸參賽
2020年7月，據報導，英國廣播公司（BBC）正考慮參加當年在華沙舉辦的大賽，但英國最後沒出現在EBU於2020年9月8日發布的正式參賽國名單中。在2021年5月的歐洲青少年歌唱大賽記者會上，EBU表示正在嘗試讓英國在當年大賽上回歸參賽，然而英國又一次沒出現在正式參賽國名單中。2021年12月17日，在法國電視台與大賽執行主管馬丁·厄斯特達爾的記者會上就EBU和BBC之間對於英國回歸參賽的洽談抱持正面態度。2022年1月11日，開始有媒體推測英國在大賽20周年的2023年回歸參賽。2022年8月25日，官方確認英國將重返參加2022年的大賽，並由英國廣播公司（BBC）取代ITV來處理選拔與參賽事宜。

### 威爾斯參賽
威爾斯第四台（S4C）在2008年時就有意願為英國參賽，並希望能藉此推廣威爾斯語給廣大觀眾。在換到ITV2數位頻道放送之前，在威爾斯和英國其他地方可分別透過類比訊號和S4C Digidol收看有英語和威爾斯語雙語解說的大賽轉播。在獲權可以以獨立身分參加後，威爾斯在2018年歐洲青少年歌唱大賽正式參賽。

### 蘇格蘭參賽的可能
2019年6月29日，英國廣播公司蘇格蘭蓋爾語頻道（BBC Alba）宣布因為要參加2019年歐視合唱大賽的關係，蘇格蘭不會在2019年歐洲青少年歌唱大賽中首次亮相，同時證實頻道已經進行了會談，希望可以使蘇格蘭參加2020年歐洲青少年歌唱大賽。然而在2020年4月，BBC Alba證實蘇格蘭不會參加2020年歐洲青少年歌唱大賽。

### 電台廣播
2013年11月21日，據EBU表示，愛丁堡的98.8 Castle FM（非EBU成員）將向蘇格蘭的聽眾現場直播2013年大賽，並由伊文·史潘斯（Ewan Spence）和路克·費雪（Luke Fisher）擔任評論員。EBU對其會員國提供了廣播的授權，但是當時在英國除了Castle FM外沒有廣播公司接受授權。
2014年10月16日，EBU宣布2014年大賽將在英國各地的廣播電台播出。一共有五個地方廣播電台轉播了大賽，英格蘭（103 The Eye，延後播出）和威爾斯（Oystermouth Radio）各有一個，其他，三個都在蘇格蘭（柯科迪的K107、格拉斯哥的Radio Six International和愛丁堡的Shore Radio）。Cotswold FM、Fun Kids、Oystermouth Radio、Radio Six International和Shore Radio直播了2015年大賽，並再次由伊文·史潘斯擔任評論員。
2016年11月9日，Radio Six International宣布他們將現場直播2016年的大賽。伊文·史潘斯、麗莎-傑恩·路易斯（Lisa-Jayne Lewis）、莎琳·萊特（Sharleen Wright）和班·羅伯森（Ben Robertson）為Radio Six International、Fun Kids和103 The Eye電台提供評論。

## 参赛者

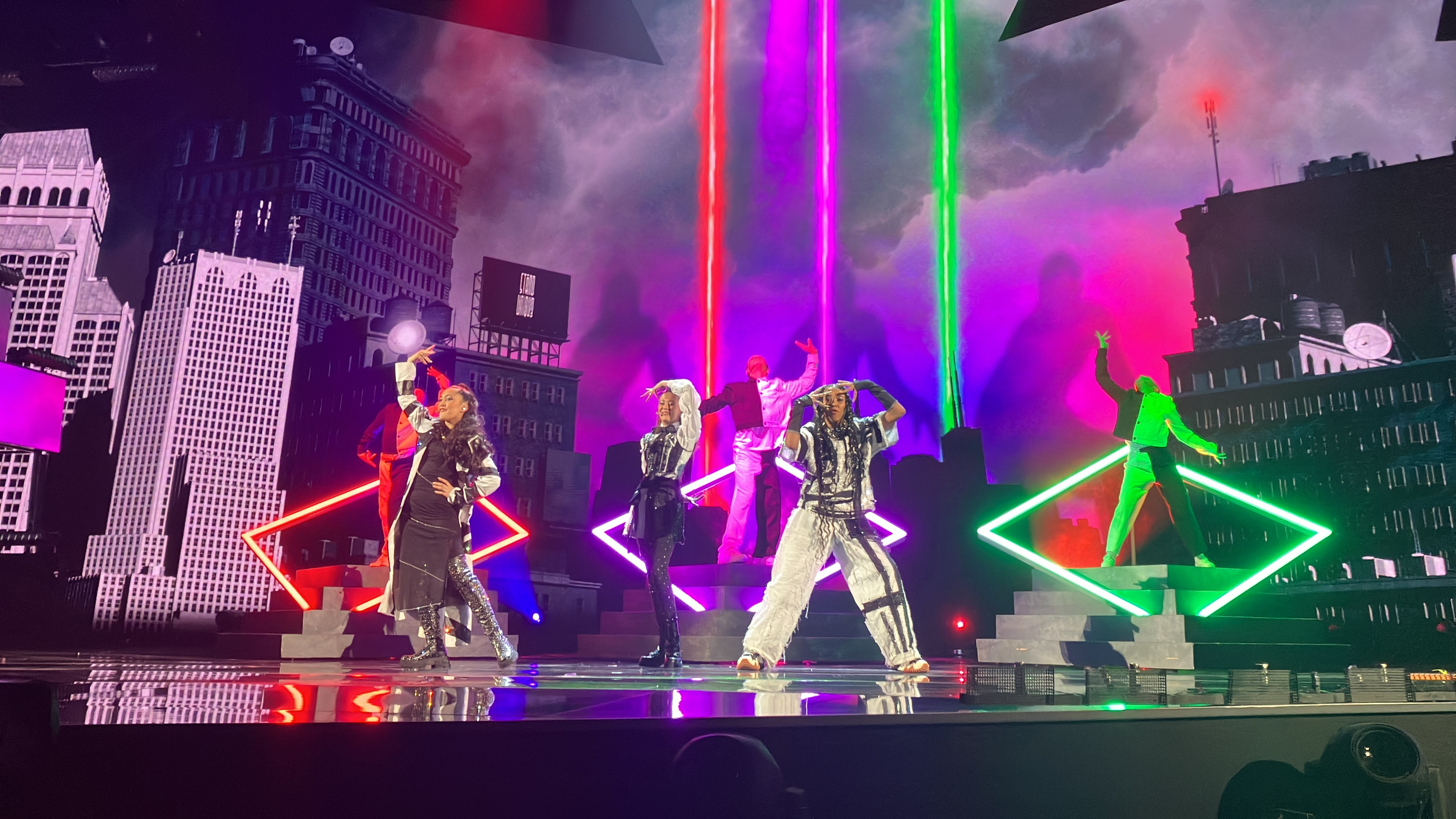
獨一無二三人組在尼斯（2023）

以下參賽歌手/團體以及歌曲的中文名稱皆非官方中譯。
| 2 | 亞軍 |
| 3 | 季軍 |

| 年份          | 參賽選手                    | 歌曲                                           | 語言     | 排名     | 得分     |
| ------------- | --------------------------- | ---------------------------------------------- | -------- | -------- | -------- |
| 2003年        | 湯姆·莫利 Tom Morley        | 〈我的世界之歌〉 〈My Song for the World〉     | 英語     | 3        | 118      |
| 2004年        | 柯莉·史佩丁 Cory Spedding   | 〈最好的還在後頭〉 〈The Best Is Yet to Come〉 | 英語     | 2        | 140      |
| 2005年        | 瓊妮·富勒 Joni Fuller       | 〈感覺如何？〉 〈How Does It Feel?〉           | 英語     | 14       | 28       |
| 2006年–2021年 | 沒有參賽                    | 沒有參賽                                       | 沒有參賽 | 沒有參賽 | 沒有參賽 |
| 2022年        | 芙蕾雅·斯凱 Freya Skye      | 〈我失去理智〉 〈Lose My Head〉                | 英語     | 5        | 146      |
| 2023年        | 獨一無二三人組 STAND UNIQU3 | 〈起死回生〉 〈Back to Life〉                  | 英語     | 4        | 160      |
| 2024年        | 沒有參賽                    | 沒有參賽                                       | 沒有參賽 | 沒有參賽 | 沒有參賽 |

## 評論員與唱票員
大賽透過官方網站junioreurovision.tv和YouTube在網路上向全世界進行轉播。2015年大賽在官網上的轉播甚至有官網總編路克·費雪（Luke Fisher）和保加利亞2011年歐洲青少年歌唱大賽代表伊凡·伊萬諾夫以英語擔任評論員。
從2003年至2005年，ITV也會派出自己的評論員去大賽現場來提供國內觀眾英語解說，同時也會派出一位唱票員來宣讀英國的給分。下表列出自2003年ITV派出的評論員與唱票員，自2013年至2020年，大賽都是由多家廣播電台轉播的。2022年，BBC宣布將在CBBC和英國廣播公司第一台上同時轉播大賽。
下表列出自2003年以來英國的評論員和唱票員：
| 年份          | 電視                              | 電視                                 | 電台                    | 電台                                                | 唱票員                           | 資料          |
| 年份          | 放送頻道                          | 評論員                               | 放送電台                | 評論員                                              | 唱票員                           | 資料          |
| ------------- | --------------------------------- | ------------------------------------ | ----------------------- | --------------------------------------------------- | -------------------------------- | ------------- |
| 2003年        | ITV1                              | 馬克·德登-史密斯和塔拉·帕瑪-湯姆金森 | 沒有轉播                | 沒有轉播                                            | 薩莎·史蒂文斯（Sasha Stevens）   | [ 30 ]        |
| 2004年        | ITV2（現場直播） ITV1（延後播出） | 麥特·布朗                            | 沒有轉播                | 沒有轉播                                            | 查理·艾倫（Charlie Allan）       | [ 30 ]        |
| 2005年        | ITV2（現場直播） ITV1（延後播出） | 麥可·安德伍德                        | 沒有轉播                | 沒有轉播                                            | 維琪·戈登（Vicky Gordon）        | [ 30 ]        |
| 2006年–2012年 | 沒有轉播                          | 沒有轉播                             | 沒有轉播                | 沒有轉播                                            | 沒有參賽                         |               |
| 2013年        | 沒有轉播                          | 沒有轉播                             | 98.8 Castle FM          | 伊文·史潘斯和路克·費雪                              | 沒有參賽                         | [ 31 ] [ 23 ] |
| 2014年        | 沒有轉播                          | 沒有轉播                             | 多家廣播電台            | 伊文·史潘斯                                         | 沒有參賽                         | [ 32 ]        |
| 2015年        | 沒有轉播                          | 沒有轉播                             | 多家廣播電台            | 伊文·史潘斯                                         | 沒有參賽                         | [ 26 ]        |
| 2016年        | 沒有轉播                          | 沒有轉播                             | 多家廣播電台            | 伊文·史潘斯、麗莎-傑恩·路易斯、莎琳·萊特和班·羅伯森 | 沒有參賽                         | [ 28 ] [ 27 ] |
| 2017年        | 沒有轉播                          | 沒有轉播                             | Radio Six International | 伊文·史潘斯和麗莎-傑恩·路易斯                       | 沒有參賽                         | [ 33 ]        |
| 2018年        | 沒有轉播                          | 沒有轉播                             | Radio Six International | 伊文·史潘斯、莎琳·萊特和班·羅伯森                   | 沒有參賽                         | [ 34 ]        |
| 2019年        | 沒有轉播                          | 沒有轉播                             | Fun Kids                | 伊文·史潘斯                                         | 沒有參賽                         | [ 35 ]        |
| 2020年        | 沒有轉播                          | 沒有轉播                             | Radio Six International | 伊文·史潘斯和艾莉·查克利（Ellie Chalkley）          | 沒有參賽                         | [ 36 ]        |
| 2021年        | 沒有轉播                          | 沒有轉播                             | 沒有轉播                | 沒有轉播                                            | 沒有參賽                         |               |
| 2022年        | CBBC、BBC One                     | 蘿倫·雷菲爾德和HRVY                  | 沒有轉播                | 沒有轉播                                            | 塔比莎·喬伊（Tabitha Joy）       | [ 37 ] [ 38 ] |
| 2023年        | CBBC、BBC Two                     | 蘿倫·雷菲爾德和HRVY                  | 沒有轉播                | 沒有轉播                                            | 查理·波塞諾（Charlie Poissenot） | [ 39 ] [ 40 ] |
| 2024年        | 沒有轉播                          | 沒有轉播                             | 沒有轉播                | 沒有轉播                                            | 沒有參賽                         |               |

## 註記和參考資料

### 註記
1. ↑  2014年有103 The Eye（英语：The Eye (radio station)）、K107、Oystermouth Radio、Radio Six International以及Shore Radio轉播。2015年有Cotswold FM、Fun Kids（英语：Fun Kids）、Oystermouth Radio、Radio Six International和Shore Radio轉播。2016年有Radio Six International、Fun Kids和103 The Eye轉播。